# Ruta 17 (Bolivia)
La Ruta Nacional 17 es una carretera boliviana perteneciente a la Red Vial Fundamental. La Ruta 17 ha sido declarada parte de la Red Vial Nacional de Bolivia " Fundamental Red Vial " por Decreto 25.134 del 31 de agosto de 1998.

## Historia
La vía tiene una longitud de 206,35 km y atraviesa la parte nororiental del departamento de Santa Cruz en dirección norte-sur. El camino comienza en el norte en San Ignacio de Velasco en la ruta nacional Ruta 10 y recorre hacia el sur la zona montañosa oriental escasamente poblada de la Chiquitania hasta que termina después de 200 km en la ciudad de San José de Chiquitos, donde se conecta con la Ruta 4 y la Ruta 34.
Actualmente se está asfaltando toda la ruta de la carretera nacional (a partir de 2018). Anteriormente consistía en su totalidad en caminos de grava y tierra y era intransitable repetidamente en tramos en momentos de fuertes lluvias.

## Ciudades

### Departamento de Santa Cruz
- km 000: San Ignacio de Velasco
- km 037: San Miguel de Velasco
- km 072: San Rafael de Velasco
- km 200: San José de Chiquitos